# Jestřabina východní

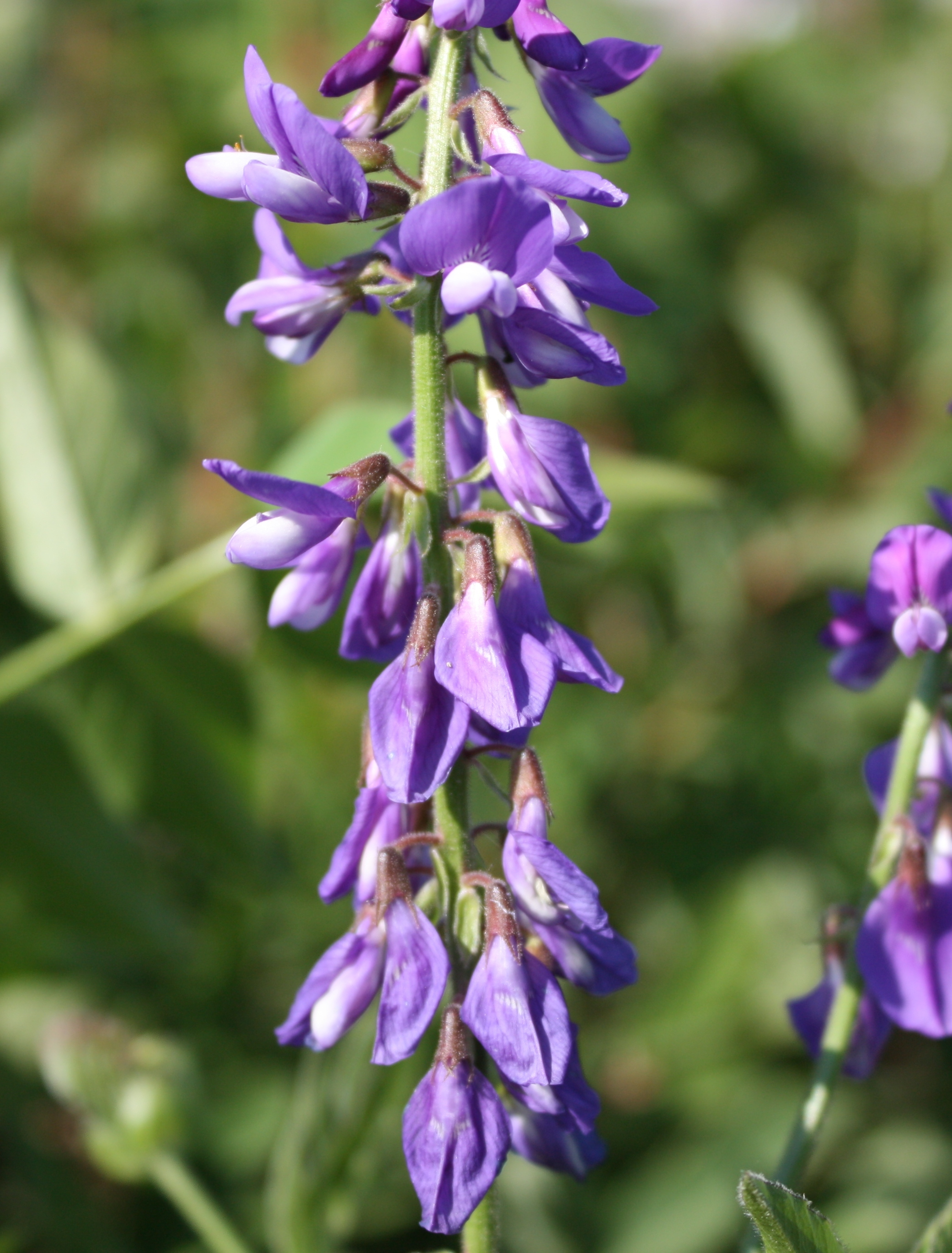
Část květenství

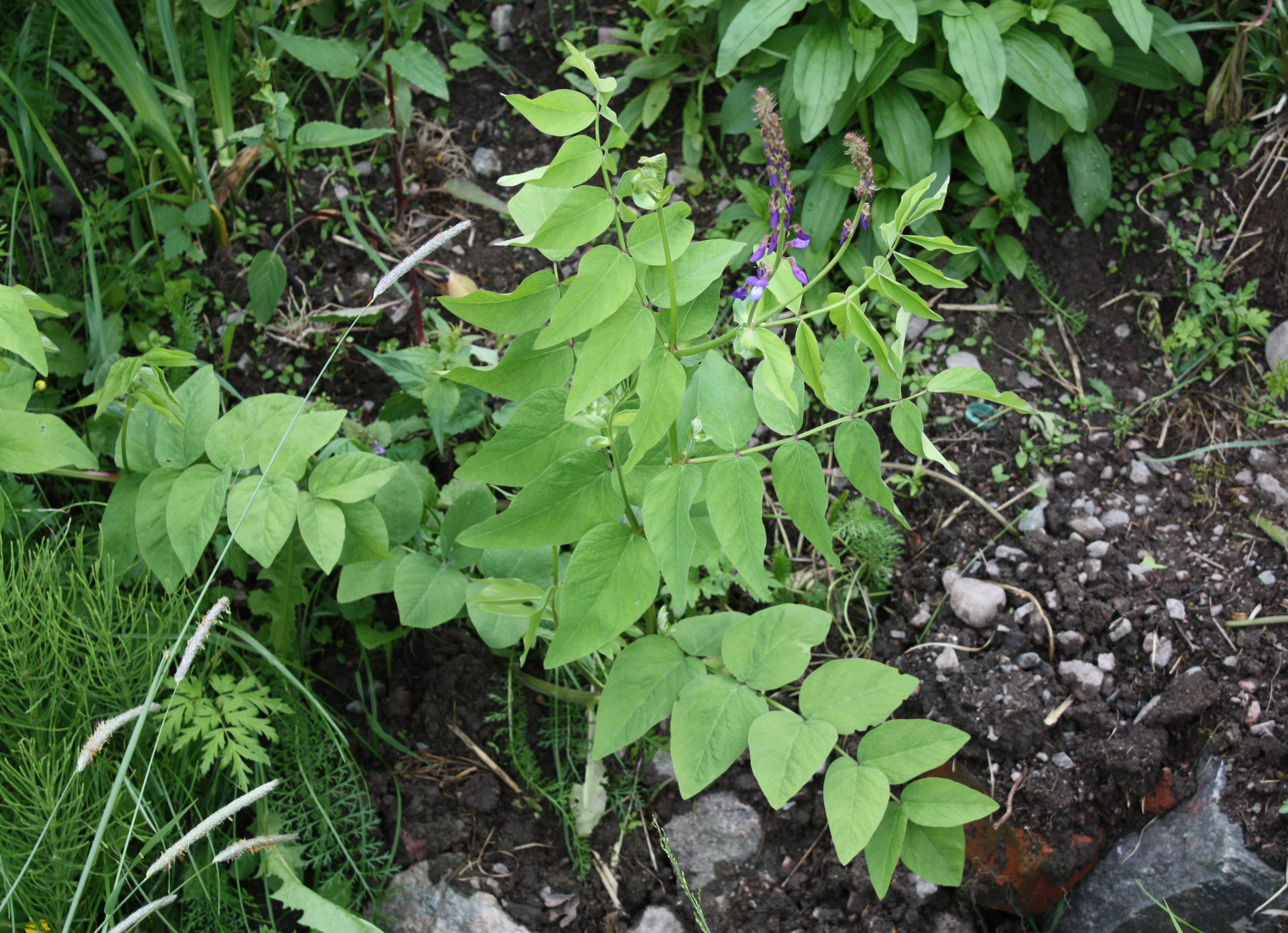
Lichozpeřené listy

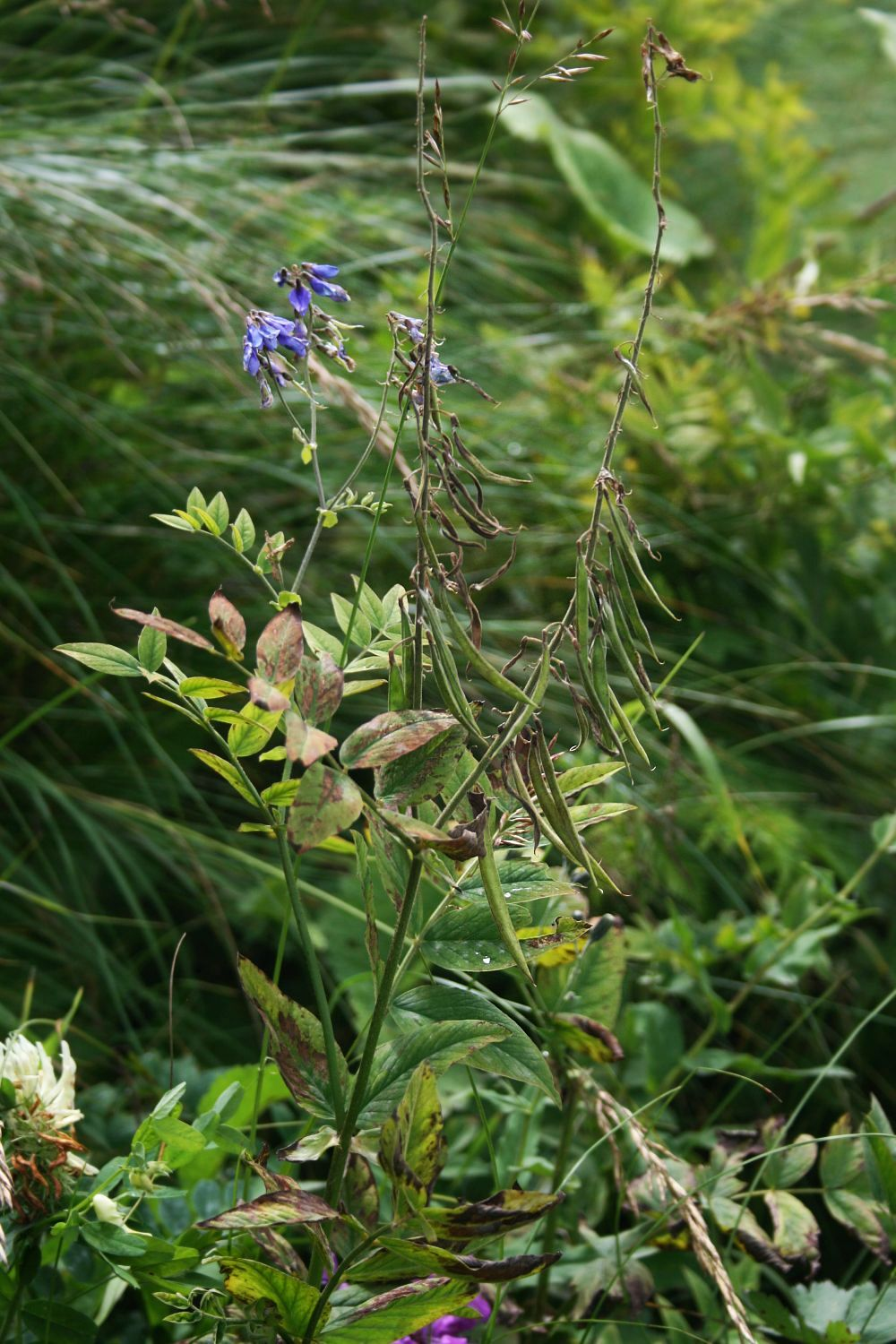
Zrající plody-lusky

Jestřabina východní (Galega orientalis) je vytrvalá rostlina vysoká 1 až 1,5 m se zpeřenými listy, kvetoucí v letních měsících hrozny fialově modrých, řídce i bílých květů, a později je ověšená svěšenými lusky. Bylina je původní druh v subalpínských oblastech Kavkazu a v Evropě se začíná tato luštěnina s vysokým obsahem bílkovin pěstovat jako pícnina potencionálně vhodná do suššího podnebí.

## Ekologie
Nejlépe roste na slunných stanovištích v oblastech s počasím blízkým suchému středomořskému, spolehlivě odolává i zimním poklesům teplot na úroveň blízkou -30 °C. Neprospívá na vlhkých a stinných rašeliništích a v půdách zamokřených či velmi těžkých. Snáší letní sucha, neboť její hlavní kořen dorůstá do délky přes 1 m a celkový kořenový systém v průměrné hloubce 60 cm je velmi hustý. Rostlina sice také roste v méně úrodné, slabě humózní půdě, ale pro dosažení předpokládaných výnosů vyžaduje kvalitní zeminu s dobrou zásobou humusu a živin, zejména fosforu a draslíku. Optimální chemická reakce půdy se pohybuje okolo 6,5 až 7,5 pH, rostlina je však tolerantní i ke kyselejším půdám až do pH 4,5. Kořeny jsou, jako u většiny bobovitých rostlin, osídleny bakteriemi Neorhizobium galegae (někdy Rhizobium galegae) poutající vzdušný dusík. Proto je pro dosažení optimálních výsledků požadováno, při prvotním založení porostu, naočkování semen těmito specifickými půdními gramnegativními bakteriemi.
Po výsadbě semen do průměrné hloubky 2,5 cm se při teplotě půdy +6 °C objeví první děložní lístky za jeden až dva týdny; mladé semenáče snesou noční mrazíky až -4 °C. Optimální teplota půdy pro růst rostliny je okolo 20 °C. Na konci prvního roku se kořenový systém skládá mimo hlavního kořene a odrůstajících oddenků i z okolo šesti obnovovacích pupenů připravených pro příští rok. Ve druhém a dalších letech života začíná jestřabina východní růst již brzy na jaře, kdy se půda zahřeje alespoň na +3 až +5 °C.
Rostlinám vyrostlým do výšky 80 až 120 cm se začínají formovat květní pupeny, což trvá deset až dvanáct dnů. Dále následuje kvetení (v ČR obvykle ve druhé polovině května), které probíhá po dvacet až třicet dnů. Následuje zrání semen a v podmínkách ČR je obvykle vegetace ukončena do poloviny srpna, kdy rostlina usychá. Počet chromozomů 2n = 16, stupeň ploidie x = 2.

## Popis
Vytrvalá bylina s deseti až osmnácti lodyhami, které v prvém roce dorůstají do výšky 30 až 80 cm a ve druhém a dalších bývají vysoké od 80 až po 150 cm. Lodyhy jsou větvené, vystoupavé až přímé, vespod duté, ve spodní částí plytce rýhované a mají šest až dvanáct internodií, z kterých střídavě vyrůstají lichozpeřené listy dlouhé 15 až 30 cm. Listy bývají v obryse eliptické až vejčité a mají světle zelené řapíky dlouhé 1 až 15 cm, u kterých vyrůstají střelovité palisty. Listové čepele mívají po pěti až devíti párech lístků dlouhých od 4 po 6 cm a širokých 2 až 3 cm, které jsou téměř přisedlé, kýlovité, podlouhlé až srdčité, na konci téměř špičaté a tmavě zelené. Ve spodní části lodyhy jsou listy i řapíky delší a směrem vzhůru se zkracují, nejspodnější lodyžní listy bývají celistvé.
Z úžlabí výše postavených listů vyrůstají stopky hroznovitých květenství poskládaných z dvaceti až sedmdesáti krátce stopkatých, obvykle převislých květů, které mohou být fialové, modrofialové, světle růžové i bílé. Oboupohlavné květy bez listenů mají pravidelný, pěticípý srostlolupenný kalich zvonkovitého tvaru. Pyskatá koruna je lysá, namodralá, bělavá nebo nažloutlá. Tyčinek s nitkami srostlými do svazečku je deset a jsou i s prašníky kratší než šídlovitá čnělka nesoucí drobnou kulovitou bliznu. Podlouhle vejčitá pavéza je u báze zúžená do krátkého nehtu, podlouhlá křídla se stýkají se zahnutým člunkem. Semeník je přisedlý a obsahuje četná vajíčka. Rostlina obvykle poprvé kvete až ve druhém roce po výsevu, cizosprašné květy jsou dobrým zdrojem nektaru i pylu pro opylující včely a čmeláky.
Plod je štíhlý, mnohosemenný, slabě článkovaný lusk dlouhý 2 až 4 cm a na vrcholu zúžený v zobánek, zprvu je světlý a se zralostí tmavne až do barvy sytě hnědé. Obsahuje tří až osm semen ledvinovitého tvaru dlouhých asi 3 a širokých 2 mm, jsou hladká, mírně zploštělá, zelenožlutá či žlutozelená a mají okrouhlé hilum. Semena dozrávají i klíčí nerovnoměrně, velká část jich má velmi tvrdé osemením, tzv. kamenitá semena. Hmotnost tisíce semen bývá od 6 po 8 gramů.

## Rozmnožování
Jestřabina východní se může šířit vegetativně i pohlavně. Na kořenovém krčku vznikají stolony, podzemní výhonky, na kterých vyrůstají nové rostliny. V průběhu času stolony zasychají a nové rostliny se zcela odloučí od mateřských, vznikají tak další samostatné rostliny. Tím je dána její vysoká vytrvalost na pozemku, kde při správné agrotechnice vydrží růst až 15 let. Jedno druhový porost se takto průběžně zahušťuje, rozšiřuje a omlazuje.
Rostlina se rozšiřuje i semeny, která před vysetím vyžadují pro narušení tvrdého, vodu i vzduch špatně propouštějícího obalu před výsadbovou skarifikaci. Semena si v půdě podržují klíčivost deset i více let.

## Význam
Předkem pěstovaných kulturních odrůd je jestřabina dodnes divoce rostoucí v podhůří po obou stranách Kavkazu. Vyšlechtěné odrůdy, v Evropské unii schválená 'Gale' nebo ve Výzkumném ústavu pícninářském v Troubsku vypěstovaná 'Lena', jsou považované za alternativní plodiny nahrazující jetel a vojtěšku. Je méně náročná na agrotechniku, v porovnání s vojtěškou je mrazu odolnější, o jeden až dva týdny rannější a často i produktivnější, je bohatá na karoteny, minerály a vitamíny. Celkově se jedná o kvalitní krmivo pro hospodářská zvířata, zejména pro dojnice, neboť zvyšuje tvorbu mléka. Důvodem pro dosud malé využívání je obava z obsaženého alkaloidu galeginu, který je ve vysokých dávkách považovaný za pro zvířata škodlivý. Silážováním, stejně jako při horkovzdušném sušení, se však tento rozkládá a jeho obsah v píci klesá, navíc registrované odrůdy se vyznačují jeho nízkým obsahem. Zelená píce je také dobře přijímána drobným domácím zvířectvem.
Krmná hodnota jestřabiny východní je nejvyšší ve fázi těsně před květem, v době doporučeného prvého sečení. Hodnoty stravitelnosti hrubých bílkovin a ve vodě rozpustných sacharidů klesají se stupněm zralosti, naopak stoupá množství nestravitelné celulózy. Druhá sklizeň se doporučuje na závěr srpna či ke konci září, když již další přírůstek biomasy nelze očekávat. Pokles kvality sklizené píce se po druhé seči snižuje pomaleji než po prvé. Sklízené krmivo lze také usušit na seno nebo použít do siláže. Strniště po druhé seči ponechané ve výšce 10 cm je ještě středně úživné a může se v suchých oblastech krátce spásat, porost jinak není během roku k vůli sešlapání vhodný pro pastvu.
Jestřabina východní je vhodná i na svažité terény, neboť trvalým vegetačním krytem a hustým kořáním intenzivně brání erozi půdy. Po jejím zaorání se do půdy dostane veliké množství humusu obohaceného o přidaný dusík získaný z atmosféry. Má potenciál být využívána i pro výrobu bioplynu, především ve spojení s možností jejího využití pro biologickou revitalizaci antropogenně poškozených území a k zúrodnění nízko produktivních půd a zemin. Může se také vysazovat jako nenáročná rostlina do okrasných zahrad, její podzemní výhonky ji ale zakrátko roznesou mimo určený záhon a dlouze životná semena ji budou připomínat ještě za několik let po likvidaci.